# Chondropathie
 (novembre 2012).

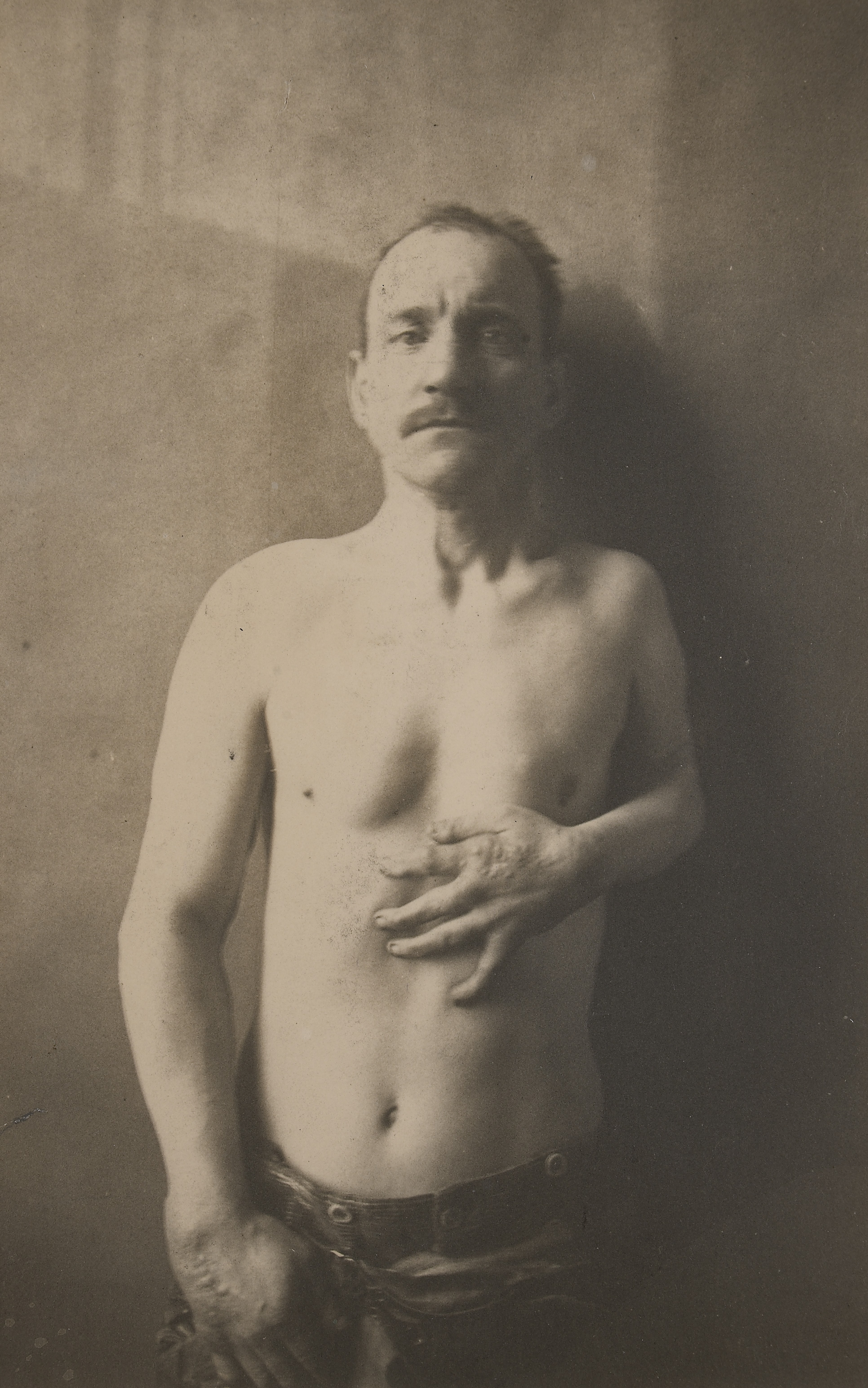
Homme présentant un développement cartilagineux sur sa peau

Une chondropathie ou lésion du cartilage articulaire ou lésion chondrale (du grec ancien χόνδρος / chondros, « cartilage ») est un dommage subi par le cartilage localisé électivement au niveau des articulations mobiles, à l'interface entre les deux pièces osseuses.
Les fonctions du cartilage peuvent être endommagées. De tels dommages peuvent avoir des causes variées, ils peuvent parfois résulter d'une mauvaise chute ou d'un accident de sport (dommage traumatique),  de blessures du genou antérieures (dommage post-traumatique) ou le cartilage peut s'user et se déchirer au fil du temps. Une immobilisation pendant de longues périodes peut également entraîner un dommage du cartilage.
Le dommage au cartilage articulaire du genou peut être isolé mais il apparaîtra plus souvent en conjonction avec des blessures aux ligaments et aux ménisques. Les personnes ayant déjà subi des interventions chirurgicales dans le passé ont plus de chances de subir des dommages au cartilage articulaire à la suite des modifications mécaniques subies par l'articulation.

## Diagnostiquer les dommages au cartilage articulaire (par arthroscopie)
Aucun test non invasif ne permet actuellement de diagnostiquer les dommages au cartilage articulaire. De plus, les symptômes varient considérablement d'une personne à l'autre. Pour citer le docteur Karen Hambly[Qui ?] : 

« Vous pouvez avoir mal ou non et vous pouvez ne présenter aucun gonflement ou un gonflement limité. Oui, vous pouvez sentir un blocage lorsqu'une partie du cartilage articulaire s'est cassée et est devenue un corps flottant dans l'articulation ou vous pouvez ressentir une contraction ou un relâchement. Vous éprouverez sans doute un relâchement musculaire et des difficultés à exercer certaines activités – monter ou descendre les escaliers par exemple, ou courir – mais les personnes présentant des problèmes de genou modérés peuvent éprouver la même chose. Voilà pourquoi le dommage au cartilage articulaire est le « Cendrillon » des problèmes du genou. Il a tendance à être diagnostiqué seulement après élimination des autres structures – si ce ne sont ni votre ménisque ni vos ligaments, que reste-t-il donc ? Et si nous jetions un coup d'œil sur le cartilage articulaire ? »

Les scannings IRM s'avèrent de plus en plus utiles pour l'analyse du cartilage articulaire, mais ils n'en demeurent pas moins coûteux et ils prennent beaucoup de temps. Les rayons X ne font apparaître que les blessures aux os et ils ne sont dès lors pas très utiles pour diagnostiquer le dommage au cartilage, en particulier aux tout débuts. Le meilleur moyen de diagnostiquer le dommage articulaire est l'arthroscopie.

## Mesurer le dommage au cartilage
L'International Cartilage Repair Society (ICRS) a élaboré un système de gradation arthroscopique permettant de classer les dommages du cartilage : 
- degré 0: cartilage sain (normal) ;
- degré 1: le cartilage présente un endroit faible ou des boursouflures ;
- degré 2: des déchirures mineures sont visibles dans le cartilage ;
- degré 3: les lésions s'accompagnent de profondes fissures (plus de 50 % de la couche du cartilage) ;
- degré 4: la déchirure dans le cartilage expose l'os (subchronal) sous-jacent.

Souvent aussi les médecins mesureront la taille de chaque défectuosité. Celles mesurant moins de 2 cm2, par exemple, sont considérées comme petites. Il est également important de se rappeler que, bien que l'étendue du dommage constitue un facteur important, l'endroit du ou des lésions peut également avoir une influence sur les symptômes que l'on présente en termes de douleur et de fonctionnement et sur les possibilités de réparation disponibles.
Contrairement à ce que les gens pensent souvent, la douleur n'est pas un bon indice pour déterminer l'ampleur du dommage du cartilage articulaire. Telle personne peut ressentir des douleurs importantes tout en ne présentant qu'une seule petite lésion, alors que telle autre personne peut avoir des douleurs très faibles tout en ayant différentes importantes lésions.

## Conséquences des dommages au cartilage
Le cartilage articulaire est peu habilité à l'autoréparation. Les dommages moindres ne se réparent pas d'eux-mêmes et ils risquent même de s'aggraver au fil du temps. Comme le cartilage est aneural et avasculaire (il ne contient pas de nerfs), les faibles dommages n'occasionnent souvent aucune douleur. 
Lorsque le dommage s'accroît et que la lésion chondrale atteint l'os subchondral, l'apport sanguin à l'intérieur de l'os déclenche un processus de rétablissement à l'intérieur de la lésion. Du tissu cicatrisant est alors formé, d'un type de cartilage appelé fibrocartilage. Bien que le fibrocartilage soit capable de remplacer le cartilage articulaire défectueux, il diffère de manière significative du cartilage hyalin ; il est plus dense et il ne résiste pas aussi bien aux pressions des activités quotidiennes que le cartilage hyalin. Il risque donc davantage de se fissurer. 
Wang (2006) a découvert que de petites défectuosités dans le cartilage articulaire peuvent, au fil du temps, évoluer vers l'arthrose si elles ne sont pas traitées. Une lésion du cartilage articulaire faible au demeurant a le potentiel d'entraîner un effet « boule de neige » physique et chimique sur le cartilage articulaire « normal » qui l'entoure.

## Réparer les dommages au cartilage articulaire
Bien que les dommages au cartilage articulaire ne mettent pas la vie en péril, ils ont un effet important sur la qualité de la vie. Les dommages au cartilage articulaire se trouvent souvent à l'origine de douleurs importantes, de gonflements du genou, d'une réduction importante de la mobilité et ils limitent considérablement les activités de la personne qui en souffre. Toutefois, au cours des dernières décennies, les chercheurs se sont concentrés sur la régénération des articulations endommagées. 
Ces procédures de régénération sont censées retarder l'arthrose des blessures sur le cartilage articulaire du genou, en ralentissant la dégénération de l'articulation en comparaison avec les dommages non traités. D'après le Dr Mithoefer, ces procédures de réparation du cartilage articulaire offrent les meilleurs résultats lorsque l'intervention a lieu pendant les premières phases du dommage au cartilage.